# Rjuiči Sugijama
Rjuiči Sugijama (japonsko 杉山 隆一), japonski nogometaš, * 4. julij 1941, Šizuoka, Japonska.
Za japonsko reprezentanco je odigral 56 uradnih tekem.